# Meta Calcio a 5 2019-2020
La voce raccoglie i dati riguardanti la Meta Calcio a 5, squadra di calcio a 5 militante in serie A, nelle competizioni ufficiali del 2019-2020.

## Trasferimenti

### Sessione estiva
| Julian Caamaño     | Pinocho  |
| Paolo Cesaroni     | Napoli   |
| Andrei Bordignon   | Real Dem |
| Italo Rossetto     | Intelli  |
| Juan Adrián Salas  | Napoli   |
| Lorenzo Manservigi | Maritime |
| Simone Cavalli     | Maritime |

| Jacobo Amoedo     | Burela       |
| Giacomo Azzoni    | CAME Treviso |
| Rudinei Tres      | Feldi Eboli  |
| Davide Spampinato | Melilli      |
| Alex Costantino   | Al-Arabi     |
| Luigi Musumeci    | Lazio        |

### Sessione invernale
| Gerardo Battistoni | San Lorenzo |

| Sebastiano Tornatore    | Real Rieti |
| Andrei Bordignon        | Cobà       |
| Cristian Aparicio Gómez | Cobà       |

## Prima squadra
| N° | Naz.                 | Ruolo | Sportivo                | Anno     |  |  |
| -- | -------------------- | ----- | ----------------------- | -------- |  |  |
| 1  | Brasile (bandiera)   | POR   | Thiago Perez            | 12.02.90 |  |  |
| 3  | Italia (bandiera)    | LAT   | Giovanni Messina        | 07.01.94 |  |  |
| 4  | Brasile (bandiera)   | PIV   | Italo Rossetti          | 24.09.92 |  |  |
| 5  | Italia (bandiera)    | DIF   | Maurizio Silvestri      | 17.11.99 |  |  |
| 8  | Brasile (bandiera)   | LAT   | Ernani                  | 19.07.93 |  |  |
| 10 | Paraguay (bandiera)  | PIV   | Juan Adrián Salas       | 20.10.90 |  |  |
| 11 | Spagna (bandiera)    | LAT   | Cristian Aparicio Gómez | 16.12.96 |  |  |
| 12 | Italia (bandiera)    | POR   | Sebastiano Tornatore    | 28.05.93 |  |  |
| 13 | Argentina (bandiera) | LAT   | Gerardo Battistoni      | 01.04.83 |  |  |
| 19 | Italia (bandiera)    | LAT   | Paolo Cesaroni          | 10.04.91 |  |  |
| 20 | Argentina (bandiera) | LAT   | Julian Caamaño          | 26.07.93 |  |  |
| 22 | Italia (bandiera)    | UNI   | Carmelo Musumeci        | 17.12.91 |  |  |
| 23 | Brasile (bandiera)   | LAT   | Eduardo Dalcin          | 23.02.89 |  |  |
| 28 | Brasile (bandiera)   | DIF   | Pedro Espíndola         | 12.07.93 |  |  |
| 44 | Italia (bandiera)    | DIF   | Andrei Bordignon        | 13.02.87 |  |  |
| 99 | Italia (bandiera)    | POR   | Daniele Dovara          | 13.02.99 |  |  |

## Under-19
| N° | Naz.               | Ruolo | Sportivo                      | Anno     |  |  |
| -- | ------------------ | ----- | ----------------------------- | -------- |  |  |
| 6  | Italia (bandiera)  | LAT   | Giuseppe Baglione             | 04.10.02 |  |  |
| 7  | Italia (bandiera)  | LAT   | Francesco Foti                | 18.07.02 |  |  |
| 7  | Italia (bandiera)  | LAT   | Anthony Isgrò                 | --.--.02 |  |  |
| 7  | Italia (bandiera)  | PIV   | Mouhammed Diane               | 01.02.02 |  |  |
| 8  | Italia (bandiera)  | LAT   | Gaetano Di Benedetto          | 17.08.01 |  |  |
| 9  | Italia (bandiera)  | LAT   | Giulio Cavallaro              | 07.04.02 |  |  |
| 9  | Italia (bandiera)  | LAT   | Simone Cavalli                | 03.12.02 |  |  |
| 12 | Italia (bandiera)  | POR   | Lorenzo Manservigi            | 25.06.02 |  |  |
| 14 | Italia (bandiera)  | LAT   | Gianluca Baio                 | --.--.-- |  |  |
| 17 | Italia (bandiera)  | LAT   | Luca Tomarchio                | 30.07.01 |  |  |
| 26 | Brasile (bandiera) | UNI   | João Víctor Freire de Barroso | 26.04.01 |  |  |
| 77 | Italia (bandiera)  | LAT   | Pietro Ferrante               | 01.06.01 |  |  |